# SRD5A1
5-альфа-редуктаза 1 - фермент человека, кодируемый геном SRD5A1 на 5-й хромосоме. Представляет собой одну из изоформ 5-альфа редуктазы. Хотя изначально SRD5A1 был клонирован из простаты, экспрессия гена в тканях простаты низка, преобладая в коже, в том числе коже головы, что делает фермент удобной фармацевтической мишенью в терапии облысения. Первый тип фермента не обнаруживается в плоде во время беременности, временно экспрессируется в коже новорожденного, и стабильно активируется начиная с пубертата.

## Клиническое значение
По данным одного исследования, как SRD5A1, так и SRD5A2 ассоциированы с синдромом поликистозных яичников, но только SRD5A1 влияет на выраженность гирсутизма у женщин.